# ソロモン流
『ソロモン流』（ソロモンりゅう、THE SOLOMON STYLE）は、2005年10月16日から2014年9月28日までテレビ東京系列で、毎週日曜日の21:54 - 22:48（JST）に放送されていた教養・ドキュメンタリー番組である。

## 番組概要
男性をターゲットにした前番組の『ソロモンの王宮』から、女性をターゲットにした内容にリニューアル。ナレーターの魚住りえは続投したが、ナビゲーター は竹中直人（俳優・タレント）から船越英一郎（俳優）に代わった。スタッフは『ソロモンの王宮』とほぼ同じで、当初は同番組プロデューサーの樋口潮が演出に携わっていた。
当番組では基本として、1名の「賢人」 の活動や日常生活に密着した取材映像（以下「取材パート」と略記）を、魚住のナレーションとともに放送する。番組の途中には、「取材パート」とは別に、「賢人」と縁の深いスポット（主に行き付けの飲食店）で収録された船越と「賢人」による「対談パート」を挿入。
当番組は基本として、オープニング（船越のみ出演）→提供クレジット→「取材パート」（前半）→「対談パート」（ドアを開閉するCG映像で画面を切り替え）→「取材パート」（後半）→エンディング（船越のみ出演）→提供クレジット→次回以降の予告映像の順に放送。取材映像の放送では、特に印象に残る「賢人」の言葉や行動を、「明日へのヒント」（2012年4月以降は「Solomon's Style」）として随時字幕で表示している。
エンディングテーマは当初吉俣良作曲の「ひとりきり」だったが、2006年1月に大竹佑季の「tasogare」、2007年4月からKOBUDO -古武道-の「Best Friend」、窪田ミナの「ALCHEMIST」、そして2010年4月から溝口肇の「GRACELAND」へと変わっている。
2009年7月からハイビジョン制作へ移行。2011年9月25日の放送で、300回を迎えた。2012年1月15日より、データ放送を実施。職業やテーマなどが共通する複数の「賢人」への密着取材を敢行したり、船越が「賢人」とともに特定の場所を散策したり、過去の放送で紹介した「明日へのヒント」をまとめたりする内容で「スペシャル」を放送することもある。
2014年9月を以て終了。

## 出演者
- ナビゲーター（案内人）：船越英一郎
- ナレーター：魚住りえ（「取材パート」、オープニングでの「賢人」紹介、次回以降の予告）、半田雅和（「対談パート」のみ）

## スタッフ
2014年9月現在
- 構成:渡邊健一、藤井誠、つかはら、北村のん、政宗史子
- CAM（カメラ）:安藤孝之、矢野哲夫、山森義明、川島孝夫
- VE（ビデオエンジニア）:望月紀彦、武田司
- EED（VTR編集）:北浦美夫、島田金治（麻布プラザ）
- MA:岡崎博之（麻布プラザ）
- 音効:十川公男
- 番宣:岡仁（テレビ東京）
- デスク:吉田麻紀子（テレビ東京）
- 技術協力:東通、麻布プラザ
- CG:averigatzer、薗部健（ラフト）
- 音楽協力:テレビ東京ミュージック
- リサーチ:ビスポ、ニューズクリエイト、ワイズプロジェクト
- 演出補:川島稔[注 3]、幸田泰佳、伊藤喜孝、田村直樹
- AP（アシスタントプロデューサー）:穴澤利香、中田容子、水野亮太（テレビ東京）
- 制作プロデューサー：前田幸壱[注 4]、高田功一
- ディレクター:河原涼太郎、井村泰二郎
- 演出:渡邊りょう、丸山憲司、井出和生、如沢大介、河原涼太郎、西田修、瀬川泰和、木塚圭司、辰巳洋平
- プロデューサー:村上徹夫（テレビ東京）、仁科昌平、小幡真万、栗本宏、五十嵐洋文
- 制作協力:AWAS、日経映像、ウッドオフィス、スーパーテレビジョン
- 企画・制作協力:電通（それまでは共同制作格だった）
- 制作著作:テレビ東京（同上）

### 過去のスタッフ
- 企画・総合演出・プロデューサー:樋口潮
- 構成:むらこし豪昭
- TP（テクニカルプロデューサー）:小林誠宏、深谷高史
- CAM（カメラ）:田村雄一、高木鋭作
- VE（ビデオエンジニア）:高野大樹、坂田芳美
- 美術:古川雅之、水野谷重謙 ／ 小美野淳一
- MA:長谷川真哉（麻布プラザ）
- 番宣:松坂忠光（テレビ東京）
- デスク:米澤宏美
- 技術協力:ニューテレス
- CG:averigatzer
- AP（アシスタントプロデューサー）:栗橋玲子、井澤秀治（電通）、北村真紀
- ディレクター:佐藤博樹、木塚圭司、佐々木ふみ
- 演出:丸山けんじ、北澤陽一
- チーフディレクター:上嶋昌之
- プロデューサー:永田浩一、澤井伸之（テレビ東京）、恩田厳、日枝広道、森田昌泰、岡本真（電通）、松崎俊顕、工藤真一
- 美術協力:アックス
- 制作協力:Monster9（それ以前はドリマックス・テレビジョンが制作協力した時期もあった）

## ネット局と放送時間
| 放送対象地域   | 放送局                | 系列           | 放送曜日及び放送時間     | 放送日の遅れ |
| -------------- | --------------------- | -------------- | ------------------------ | ------------ |
| 関東広域圏     | テレビ東京 （制作局） | テレビ東京系列 | 日曜 21時54分 - 22時48分 | 同時ネット   |
| 北海道         | テレビ北海道          | テレビ東京系列 | 日曜 21時54分 - 22時48分 | 同時ネット   |
| 愛知県         | テレビ愛知            | テレビ東京系列 | 日曜 21時54分 - 22時48分 | 同時ネット   |
| 大阪府         | テレビ大阪            | テレビ東京系列 | 日曜 21時54分 - 22時48分 | 同時ネット   |
| 岡山県・香川県 | テレビせとうち        | テレビ東京系列 | 日曜 21時54分 - 22時48分 | 同時ネット   |
| 福岡県         | TVQ九州放送           | テレビ東京系列 | 日曜 21時54分 - 22時48分 | 同時ネット   |
| 岐阜県         | 岐阜放送              | 独立局         | 日曜 21時54分 - 22時48分 | 同時ネット   |
| 奈良県         | 奈良テレビ            | 独立局         | 日曜 21時54分 - 22時48分 | 同時ネット   |
| 和歌山県       | テレビ和歌山          | 独立局         | 月曜 21時00分 - 21時55分 | 44日遅れ     |
| 滋賀県         | びわ湖放送            | 独立局         | 日曜 22時00分 - 22時54分 | 21日遅れ     |
| 三重県         | 三重テレビ            | 独立局         | 火曜 22時15分 - 23時10分 | 94日遅れ     |
| 岩手県         | テレビ岩手            | 日本テレビ系列 | 日曜 16時30分 - 17時25分 | 不明         |
| 熊本県         | 熊本朝日放送          | テレビ朝日系列 | 月曜 14時05分 - 14時58分 | 72日遅れ     |

### 備考
- テレビ東京系列局では、前番組の『日曜ビッグバラエティ』が6 - 12分延長された場合、放送時間もその分繰り下がる（この番組以降の番組も同様）と共に、番組の予告で「次回は○○時○○分からです」のテロップを表示し、開始時間を知らせる。

### 過去のネット局
- 仙台放送（2005年10月 - 2009年3月）
- 広島テレビ（2008年10月 - 2009年3月）
- 熊本放送（ - 2009年5月7日）※途中打ち切り、翌週5月14日より『経済ドキュメンタリードラマ ルビコンの決断』が放送開始された。
- 静岡第一テレビ（ - 2009年5月28日）
- 福島中央テレビ （途中打ち切り、打ち切り時期不明）
- 石川テレビ （途中打ち切り、打ち切り時期不明）
- 新潟テレビ21 （途中打ち切り、打ち切り時期不明）
- 富山テレビ （途中打ち切り、打ち切り時期不明）